# Matucana formosa
Matucana formosa ist eine Pflanzenart in der Gattung Matucana aus der Familie der Kakteengewächse (Cactaceae). Das Artepitheton formosus stammt aus dem Lateinischen, bedeutet ‚wohlgestaltet‘ und verweist auf die schönen, großen Blüten der Art.

## Beschreibung
Matucana formosa wächst meist mit von der Basis her verzweigenden, kugelförmigen graugrünen Trieben und erreicht Wuchshöhen von 10 bis 15 Zentimeter und ebensolche Durchmesser. Es sind 20 bis 30 schmale, leicht gehöckerte Rippen vorhanden. Die geraden bis etwas gebogenen, steifen, dunkelbraunen Dornen besitzen eine dunklere Spitze und vergrauen im Alter. Die ein bis vier Mitteldornen sind 2 bis 5 Zentimeter, die sechs bis elf Randdornen bis zu 3 Zentimeter lang.
Die karminroten Blüten besitzen eine gebogenen Blütenröhre und eine schiefe Mündung. Sie sind 8 bis 10 Zentimeter lang und weisen Durchmesser von 4 bis 7,5 Zentimeter auf. Die Länge der kugelförmigen, grünen und roten Früchte beträgt 1,5 Zentimeter. Ihr Durchmesser beträgt 1 Zentimeter.

## Verbreitung, Systematik und Gefährdung
Matucana formosa ist in den peruanischen Regionen La Libertad, Cajamarca und Amazonas im Tal des Río Marañón in Höhenlagen von 800 bis 1100 Metern verbreitet.
Die Erstbeschreibung erfolgte 1963 durch Friedrich Ritter. Nomenklatorische Synonyme sind Submatucana formosa (F.Ritter) Backeb. (1963), Borzicactus formosus (F.Ritter) Donald (1971) und Loxanthocereus formosus (F.Ritter) Buxb. (1974).
In der Roten Liste gefährdeter Arten der IUCN wird die Art als „Least Concern (LC)“, d. h. als nicht gefährdet geführt.

## Nachweise